# نهر كلايد (نيوساوث ويلز)

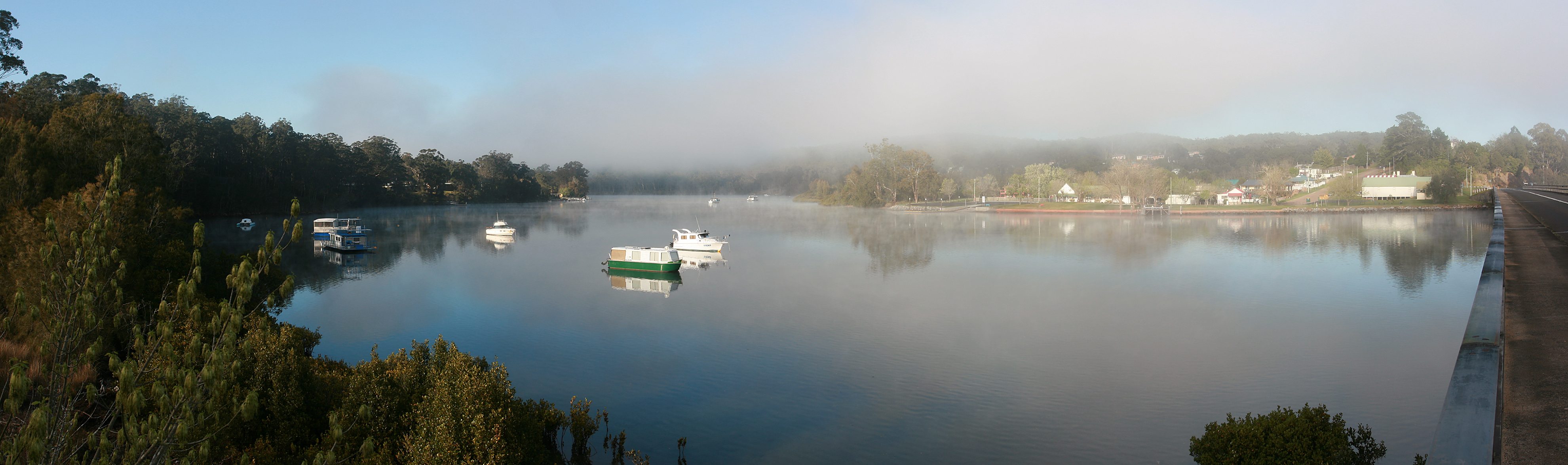
ضباب الصباح الباكر على نهر كلايد

نهر كلايد (بالإنجليزية: Clyde River)‏ هو نهر على الساحل الجنوبي لنيو ساوث ويلز، أستراليا. كان يُعرف النهر عند السكان الأصليين الأستراليين باسم Bhundoo, ينبع النهر من جبال بوداوانغ Budawang على بعد 30 كم من الساحل وراء جبل ميلتون. كما انه وبشكل يتدفق بإتجاه الجنوب بموازاة الساحل، قبل ان يتحول باتجاه الشرق ويدخل البحر في خليج بايتمانس Batemans.

## معرض صور

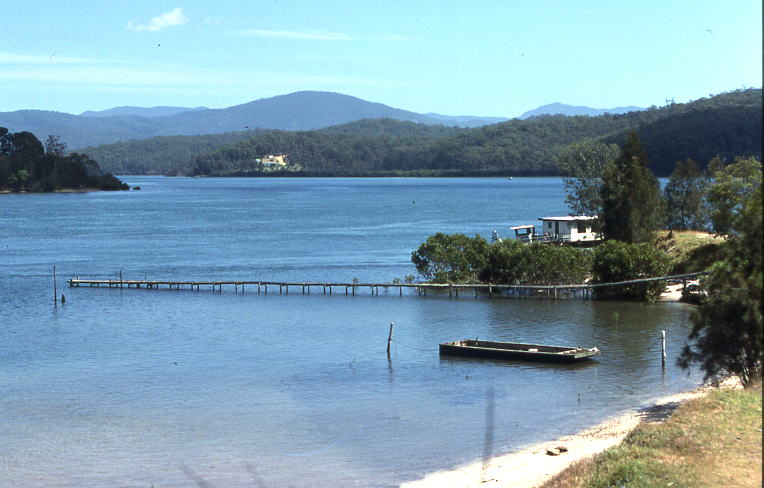
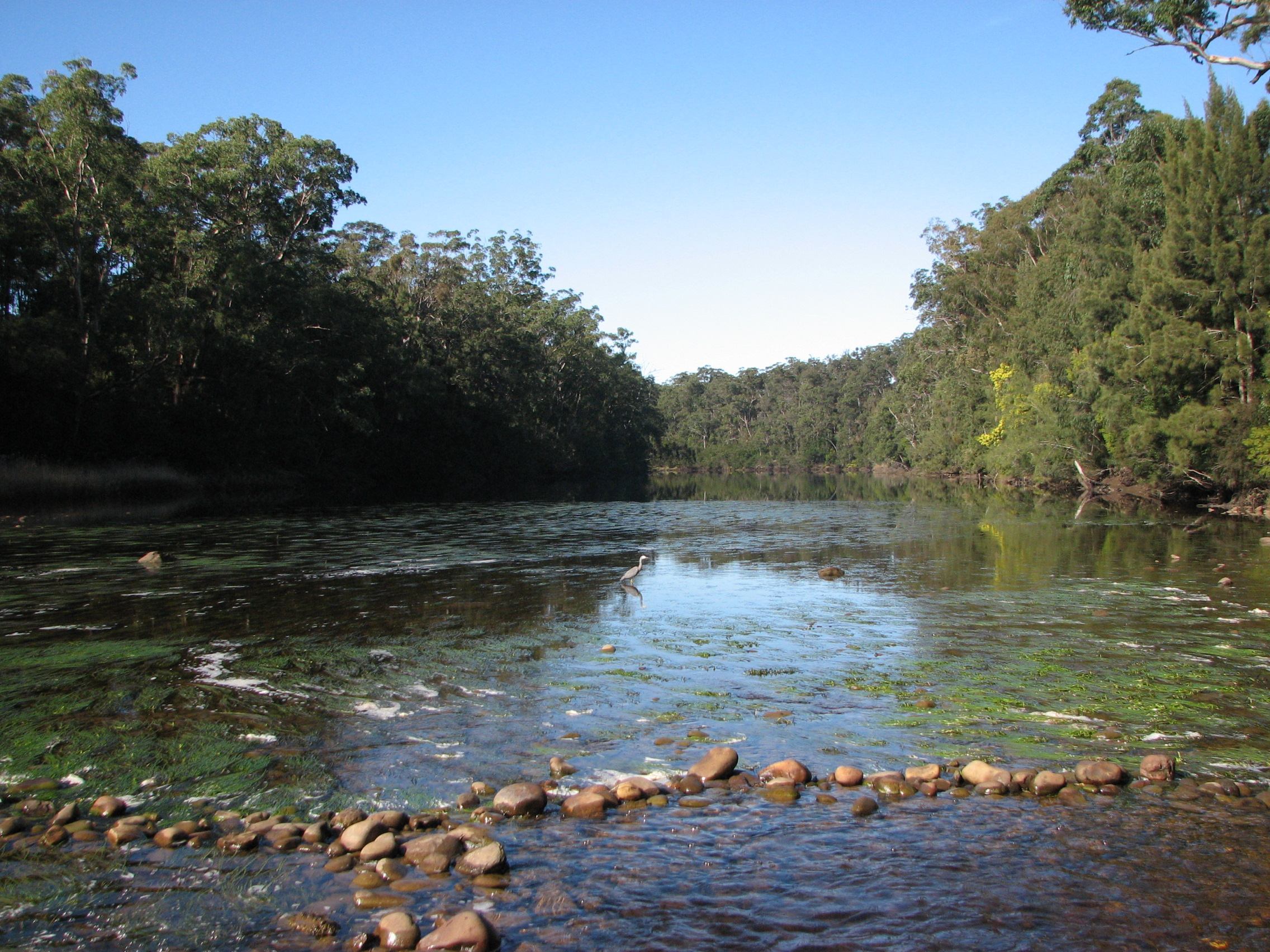
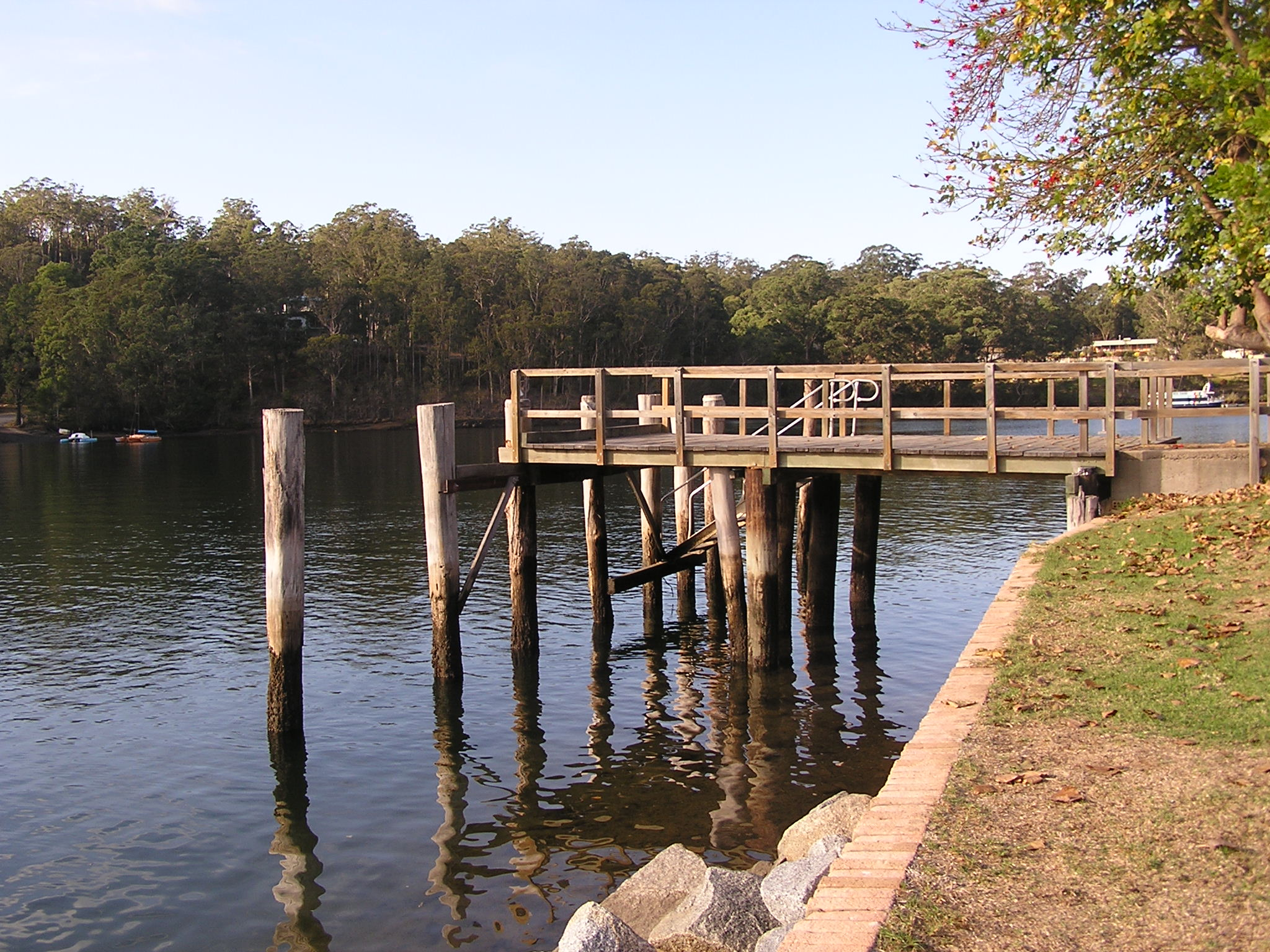